# Keltská harfa

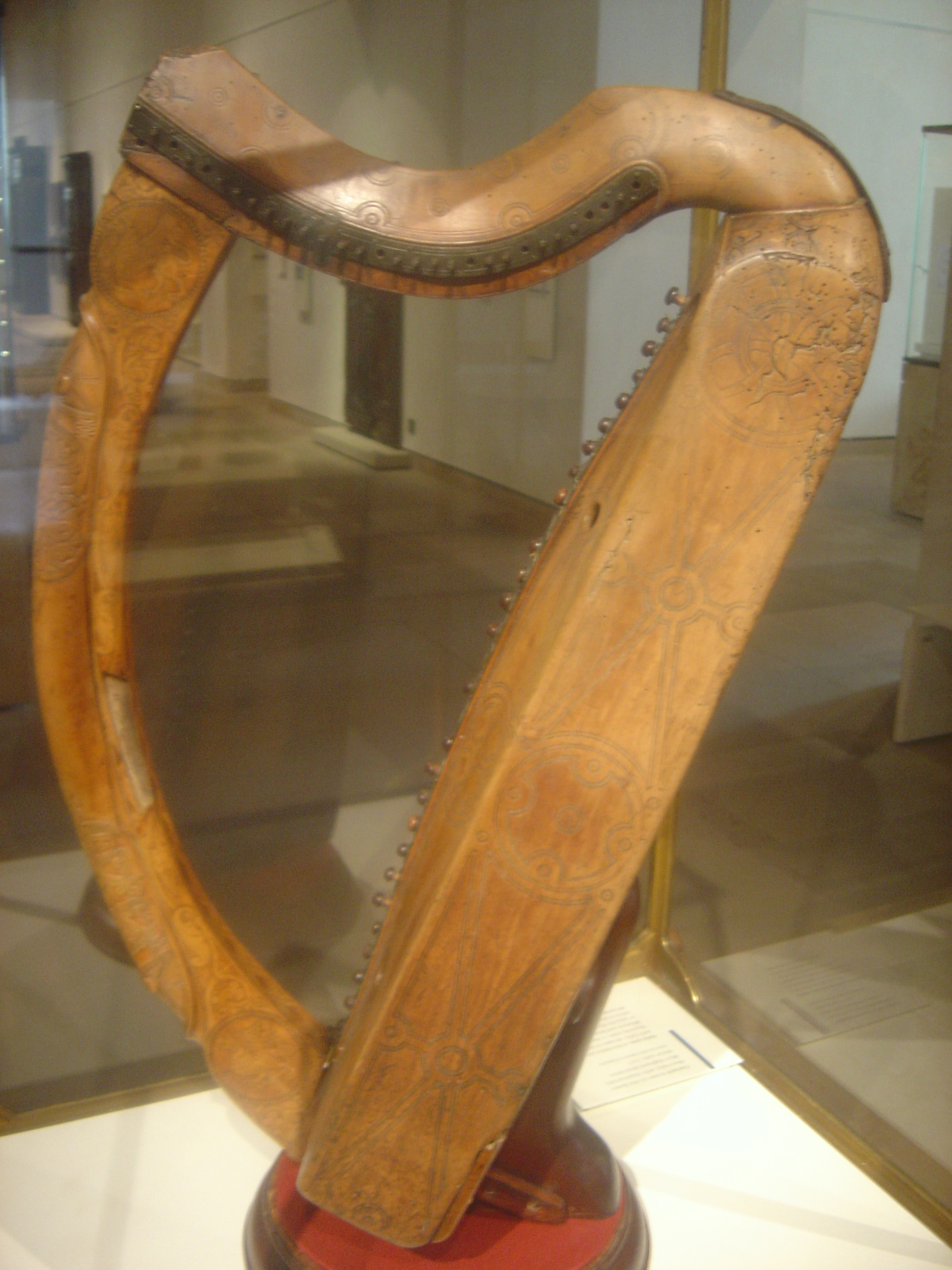
Středověká harfa 'Queen Mary' Clàrsach na Banrìgh Mair, vystavená v Národním muzeu Skotska v Edinburghu

Keltská harfa (Clàrsach nebo Cláirseach; závisí na výslovnosti, zda se jedná o irštinu anebo skotskou gaelštinu) je středověký hudební nástroj podobný harfě, jehož tělo je tvořeno jedním kusem dřeva s obvykle 30 bronzovými strunami s menším rozestupem.
Dnešní podoba keltské harfy vychází z rekonstrukce původní skotské harfy Queen Marry nebo irské Trinity, kterou lze spatřit v Trinity College.

## Zajímavosti
- Je státním symbolem Irska (viz Státní znak Irska)
- Nachází se na etiketě piva zn. Guinness

Státní znak Irska
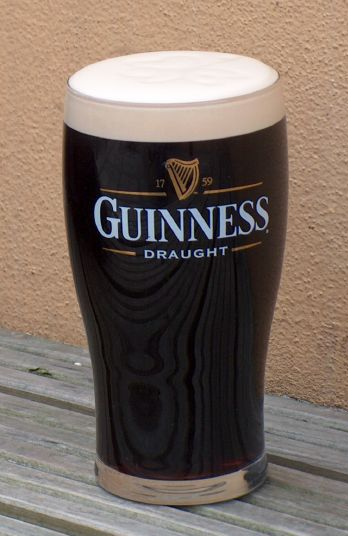
Sklenice piva Guinness